# Jan David Simon (3e vicomte Simon)
Pour les articles homonymes, voir Simon (patronyme).
Jan David Simon, 3e vicomte Simon (né le 20 juillet 1940 et mort le 15 août 2021) est un pair britannique.

## Biographie
Fils du 2e vicomte Simon, il fait ses études à la Westminster School et à l'école de Navigation de l'Université de Southampton. Il poursuit ses études au Sydney Technical College. En 1993, il succède à son père. Lord Simon est président de la Driving Instructors Association depuis 2000 et de GEM Motoring Assist depuis 2004.
Il est l'un des 90 pairs héréditaires élus pour rester à la Chambre des lords après le House of Lords Act 1999 et siège sur les bancs travaillistes .
Depuis 1969, il est marié à Mary Elizabeth Burns. Ils ont une fille.